# Not 20 Anymore
«Not 20 Anymore» es una canción de la cantante y compositora estadounidense Bebe Rexha. Se lanzó como sencillo el 30 de agosto de 2019. La pista fue escrita por la intérprete junto a Jordan K. Johnson, Michael Pollack, Oliver Peterhof y Stefan Johnson.

## Antecedentes y lanzamiento
El 12 de agosto de 2019, Rexha confirmó el título de la canción y la fecha de lanzamiento. El 23 de agosto, reveló la portada del tema. El 28 de agosto, anunció que el video musical de la canción se lanzaría junto a la canción el 30 de agosto.
«Not 20 Anymore» es una balada "jazzy, de grabación lenta" sobre la aceptación del cuerpo y el amor propio. Mike Wass, escribiendo para Idolator , comentó que la canción "adopta una postura poderosa contra el envejecimiento". La pista fue escrita por Rexha, Jordan K. Johnson, Michael Pollack , Oliver Peterhof y Stefan Johnson, mientras que la producción fue llevada a cabo por German y the Monsters and the Strangerz.

## Vídeo musical
El video musical de «Not 20 Anymore» se lanzó con la canción el 30 de agosto de 2019. El video comienza mostrando a los adultos jóvenes discutiendo cómo se sentían al cumplir 20 años, seguido de Rexha cantando sobre estar cómodos con su edad.

## Lista de ediciones
- Descarga digital[16]

| N.º | Título                          | Duración |  |
| 1.  | «Not 20 Anymore» (Radio single) | 3:03     |  |

## Créditos y personal
- Bebe Rexha – composición, vocales
- Michael Pollack – composición, piano
- The Monsters & Strangerz – programador, producción
- German – producción
- Jordan K. Johnson – composición
- Stefan Johnson – composición
- Asa Welch – A&R coordinador
- Jeff Levin – A&R manager
- Christian Johnson – coordinador
- David Silberstein – coordinador
- Greg Golterman – coordinador
- Jeremy Levin – coordinador
- Randy Merrill – ingeniería de masterización
- Mitch McCarthy – ingeniería de mezcla

## Posicionamiento en listas
| Listas (2019)                    | Mejor posición |
| -------------------------------- | -------------- |
| Nueva Zelanda Hot Singles (RMNZ) | 38             |
| Estados Unidos (Digital Songs)   | 38             |

## Historial de lanzamiento
| País   | Fecha                | Formato                      | Discográfica   | Ref    |
| ------ | -------------------- | ---------------------------- | -------------- | ------ |
| Varios | 30 de agosto de 2019 | Descarga digital y Streaming | Warner Records | [ 19 ] |